# Victor Morax
Victor Morax (16. ožujka 1866. – 14. svibnja 1935.) je francuski oftalmolog, rođen u Švicarskoj, po kojem je nazvan rod bakterija Moraxella.
Victor Morax je medicinu studirao u Freiburgu, a završio je u Parizu 1894.g. Morax je opisao bakteriju koja uzrokuje kronični konjuktivitis, Moraxella lacunata, u otprilike isto vrijeme kada i njemački oftalmolog Theodor Axenfeld (1867-1930). Victor Morax je 1930.g. postao član Francuske akademije medicinskih znanosti. 

## Vanjske poveznice
- Victor Morax na "Who Named It" (engl.)